# Самір Хаджі
Самір Хаджі (араб. سمير حجي, нар. 12 вересня 1989, Крецвальд) — марокканський футболіст, півзахисник, відомий за виступами за клуби «Саарбрюкен» та «Страсбур», а також олімпійську збірну Марокко. Найбільш відомий за виступами у люксембурзькому клубі «Фола», у складі якого відзначався високою результативністю (110 м'ячів у чемпіонаті країни), став кращим бомбардиром чемпіонату країни 2018—2019 років.

## Клубна кар'єра
Народився 12 вересня 1989 року в місті Крецвальд у Франції у сім'ї відомого марокканського футболіста Мустафи Хаджі. Розпочав займатися футболом у місцевій юнацькій команді, а у дорослому футболі дебютував 2007 року виступами за німецький клуб нижчого дивізіону «Саарбрюкен», в якому провів два сезони, проте зіграв лише у 2 матчах чемпіонату. Протягом 2009—2010 років захищав кольори другої команди клубу «Нансі». У липні 2010 року став гравцем клубу «Страсбур». Відіграв за команду зі Страсбурга наступний сезон своєї ігрової кар'єри, проте основним гравцем не став, тому наступний сезон провів на історичній батьківщині в клубі «Атлетіко» (Агадір), де також не був основним гравцем.
До складу клубу «Фола» приєднався 2012 року. У складі ешського клубу він швидко став одним із лідерів команди, та її кращим бомбардиром, двічі вигравав першість країни. Станом на 25 травня 2019 року відіграв за клуб 174 матчі в національному чемпіонаті, в яких відзначився 110 забитими м'ячами. У першості 2018—2019 років футболіст став кращим бомбардиром чемпіонату, відзначившись 23 забитими м'ячами. У 2019—2020 роках Хаджі грав у бельгійському клубі «Віртон». З початку 2021 року Самір Хаджі грає в люксембурзькому клубі «Ф91 Дюделанж», у якому в 2022 році став чемпіоном країни.

## Виступи за збірну
2011 року захищав кольори олімпійської збірної Марокко. У складі цієї команди провів 1 матч.

## Титули та досягнення
- Чемпіон Люксембургу (3):

«Фола»: 2013, 2015
«Ф91 Дюделанж»: 2022
- Кращий бомбардир чемпіонату Люксембургу — 2018–2019 (23 м'ячі)